# Ndue Ukaj
Ndue Ukaj (ur. 1977 w Prisztinie) – kosowski poeta, publicysta i krytyk literacki. Jego wiersze zostały przetłumaczone na języki angielski, hiszpański, włoski, rumuński, fiński, szwedzki, turecki i chiński.

## Życiorys
Pracował jako redaktor w czasopiśmie Identity, udzielał się również w kilku albańskich czasopismach literackich.
Mieszka w Szwecji, należy do szwedzkiego PEN Clubu.
W 2010 roku uznał czarnogórskiego poetę Haxhiego Shabaniego jako znaczącego dla literatury albańskiej w Czarnogórze.

## Twórczość
- A new day[2]
- In a train station[2]
- In the city of a cloud[2]
- Godo is coming[2][3][1]
- Godo is here[3][1]
- Godo is not coming[2][3][1][5]
- The emigrant[3]
- Utopia[2][3]
- The Crate of Salvation (2012)

## Nagrody
Utówór Godo is not coming został uznany za najlepszy tomik poezji w Kosowie, a sam Ndue Ukaj za swoją twórczość został nagrodzony na Międzynarodowym Festiwalu Poezji w Macedonii.